# Charles E. Hurdis
Charles Everett Hurdis (* 6. Oktober 1893 in Rhode Island; † 19. November 1977) war ein Generalmajor der United States Army. Er war unter anderem Kommandeur der 6. Infanteriedivision.
In den Jahren 1913 bis 1917 durchlief Charles Hurdis die United States Military Academy in West Point. Nach seiner Graduation wurde er als Leutnant der Feldartillerie in das Offizierskorps des US-Heeres aufgenommen. In der Armee durchlief er anschließend alle Offiziersränge vom Leutnant bis zum Zwei-Sterne-General.
Während der Endphase des Ersten Weltkriegs gehörte er den American Expeditionary Forces, die in Frankreich eingesetzt waren, an. Dort kommandierte er eine Kompanie die zur 1. Infanteriedivision. Für seine militärischen Leistungen wurde er damals mit dem Silver Star Orden ausgezeichnet.
In den 1920er und 1930er Jahren absolvierte er den für Offiziere in den jeweiligen Rangstufen üblichen Dienst in unterschiedlichen Einheiten und Standorten. Dazu gehörten auch Aufgaben als Stabsoffizier in verschiedenen Hauptquartieren. Im Mai 1940 erreichte er den Rang eines Oberstleutnants.
Zwischen Oktober 1939 und August 1940 gehörte er der Stabsabteilung G2 (Nachrichtendienste und Sicherheit) der 5. Infanteriedivision an. Danach wurde er zur Stabsabteilung G3 (Operationen) im Kriegsministerium versetzt, wo er vom August 1940 bis zum März 1942 tätig war. In diese Zeit fiel der amerikanische Eintritt in den Zweiten Weltkrieg. Anschließend kommandierte er für einen Monat das Field Artillery Replacement Training Center in Camp Roberts in Kalifornien.
Es folgte eine Versetzung zur 6. Infanteriedivision, die auf dem pazifischen Kriegsschauplatz eingesetzt war. Insgesamt gehörte er in der Zeit von April 1942 bis April 1946 in verschiedenen Funktionen dieser Division an. Zunächst kommandierte er bis März 1945 die Divisionsartillerie. Zwischenzeitlich war er als kommissarischer Kommandeur für kurze Zeit Oberbefehlshaber der Division. Dabei war er an Kämpfen in Neuguinea und bei der Rückeroberung der Philippinen beteiligt. Nachdem der bisherige Divisionskommandeur Edwin D. Patrick bei einem Kampfeinsatz am 14. März 1945 ums Leben kam, wurde Hurdis zu dessen Nachfolger bestimmt. Dieses Kommando behielt er bis zum April 1946. Nach der japanischen Kapitulation wurde seine Division nach Korea verlegt. Am 30. November 1946 schied Charles Hurdis aus dem aktiven Militärdienst aus.
Er starb am 19. November 1977.

## Orden und Auszeichnungen
Charles Hurdis erhielt im Lauf seiner militärischen Laufbahn unter anderem folgende Auszeichnungen:
- Army Distinguished Service Medal
- Silver Star
- Legion of Merit